# Unicidade
Unicidade ou singularidade é a qualidade, estado ou condição de algo ou alguém ser único, isto é, de ser diferente de qualquer outra coisa com que seja comparado. Quando usado em relação aos seres humanos, refere-se frequentemente à personalidade de uma pessoa, ou a algumas características específicas dela, sinalizando que é diferente dos traços de personalidade prevalecentes em sua cultura. Quando o termo unicidade é usado em relação a um objeto, pode frequentemente ser com relação a um produto, visando destacá-lo de outros produtos dentro da mesma categoria, durante sua divulgação ou comercialização.
A noção de "excepcionalismo americano" é baseada na singularidade da cultura ocidental, em particular, do seu bem definido laicismo.